# Beauze
La Beauze est une rivière française du département de la Creuse, en région Nouvelle-Aquitaine, affluent de la Creuse et sous-affluent de la Loire par la Vienne.

## Géographie

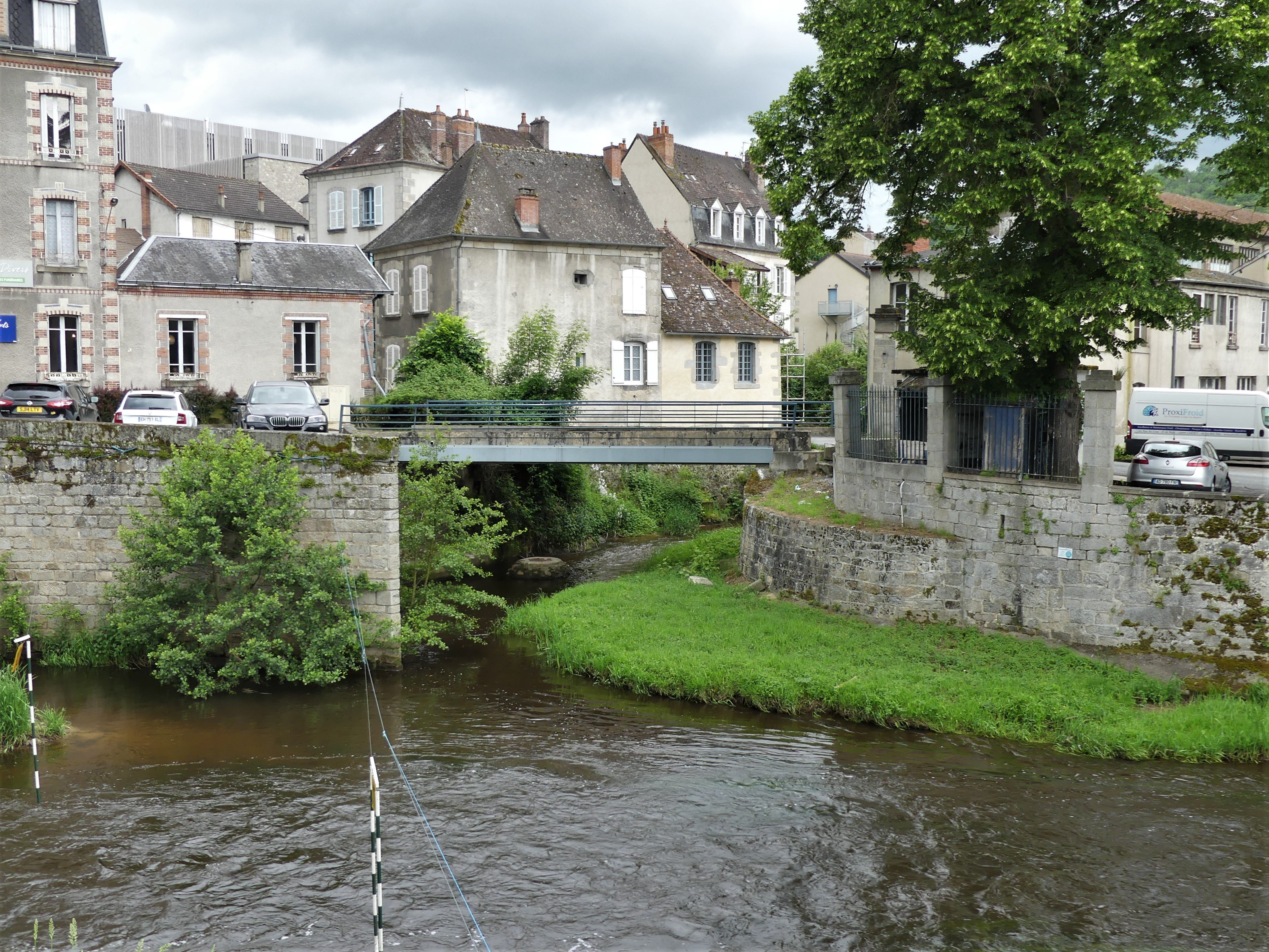
Le confluent de la Beauze et de la Creuse à Aubusson.

La Beauze prend sa source dans le département de la Creuse vers 760 mètres d’altitude sur le plateau de Millevaches, entre le puy du Pic de l'Or et le puy de Vitrat, sur la commune de Saint-Quentin-la-Chabanne, trois kilomètres à l'ouest du bourg.
Elle prend d'abord la direction du nord-ouest, passant sous les routes départementales (RD) 10 puis 59. Elle oblique alors vers le nord-est, passant sous la RD 32. Elle reçoit le ruisseau de Chambroutière à droite puis le ruisseau de Frongier à gauche.
Elle entre dans Aubusson et passe sous la RD 941 puis sous la ligne ferroviaire Guéret-Felletin. Elle rejoint 250 mètres plus loin la Creuse en rive gauche, à 427 mètres d’altitude, juste à l'aval du pont Neuf.
De 1947 jusqu'au début des années 2000, un barrage existait sur la Beauze pour alimenter en eau potable Aubusson. Il est aujourd'hui partiellement détruit.
S'écoulant globalement du sud-ouest vers le nord-est, la Beauze est longue de 16,6 km.

### Communes et département traversés
La Beauze arrose cinq communes dans le département de la Creuse, soit d'amont vers l'aval : Saint-Quentin-la-Chabanne (source), La Nouaille, Vallière, Saint-Marc-à-Frongier et Aubusson (confluence avec la Creuse).

### Bassin versant
Son bassin versant est compris dans la zone hydrographique « la Creuse de la Rozeille au ruisseau de Tranloup ».

### Affluents
Parmi les trois affluents répertoriés par le Sandre, les deux principaux sont, d'amont vers l'aval :
- le Chambroutière, ou ruisseau de Chambroutière, ou ruisseau de Villemonteix (4,1 km) en rive droite[4] ;
- le ruisseau de Frongier (3 km) en rive droite[5].

Le Chambroutière ayant un affluent : le Villemonteix, le nombre de Strahler de la Beauze est donc de trois.

### Organisme gestionnaire
Le bassin versant de la Beauze est couvert par le schéma d'aménagement et de gestion des eaux (SAGE) « Creuse ». 
Ce document de planification, dont le territoire correspond au bassin de la Creuse, d'une superficie de 9 544 km2 est en cours d'élaboration. La structure porteuse de l'élaboration et de la mise en œuvre est l'établissement public territorial de bassin de la Vienne.

## Hydrologie

### Crues
Le 26 mai 1841, après un très violent orage, la Beauze charrie des arbres, détruisant les bâtiments de la filature Grellet et emportant les métiers à tisser, les laines et les matériaux.
Du 3 au 5 octobre 1960, des pluies exceptionnellement fortes sur le plateau de Millevaches ont provoqué des crues très importantes sur la Creuse et ses affluents. Le débit de la Beauze a été estimé à cette période à 54 m3/s.

## Environnement
Hormis Aubusson, les quatre autres communes arrosées par la Beauze font partie du parc naturel régional de Millevaches en Limousin.
Au sud-ouest d'Aubusson, une petite zone de 49 hectares située sur les pentes abruptes en contrebas du bois de la Villatte, en rive gauche de la Beauze et incluant le dernier kilomètre aval du ruisseau de Frongier, est une zone naturelle d'intérêt écologique, faunistique et floristique (ZNIEFF). Elle est notamment remarquable par la présence du cincle plongeur et de plusieurs espèces de plantes montagnardes.

## Galerie de photos

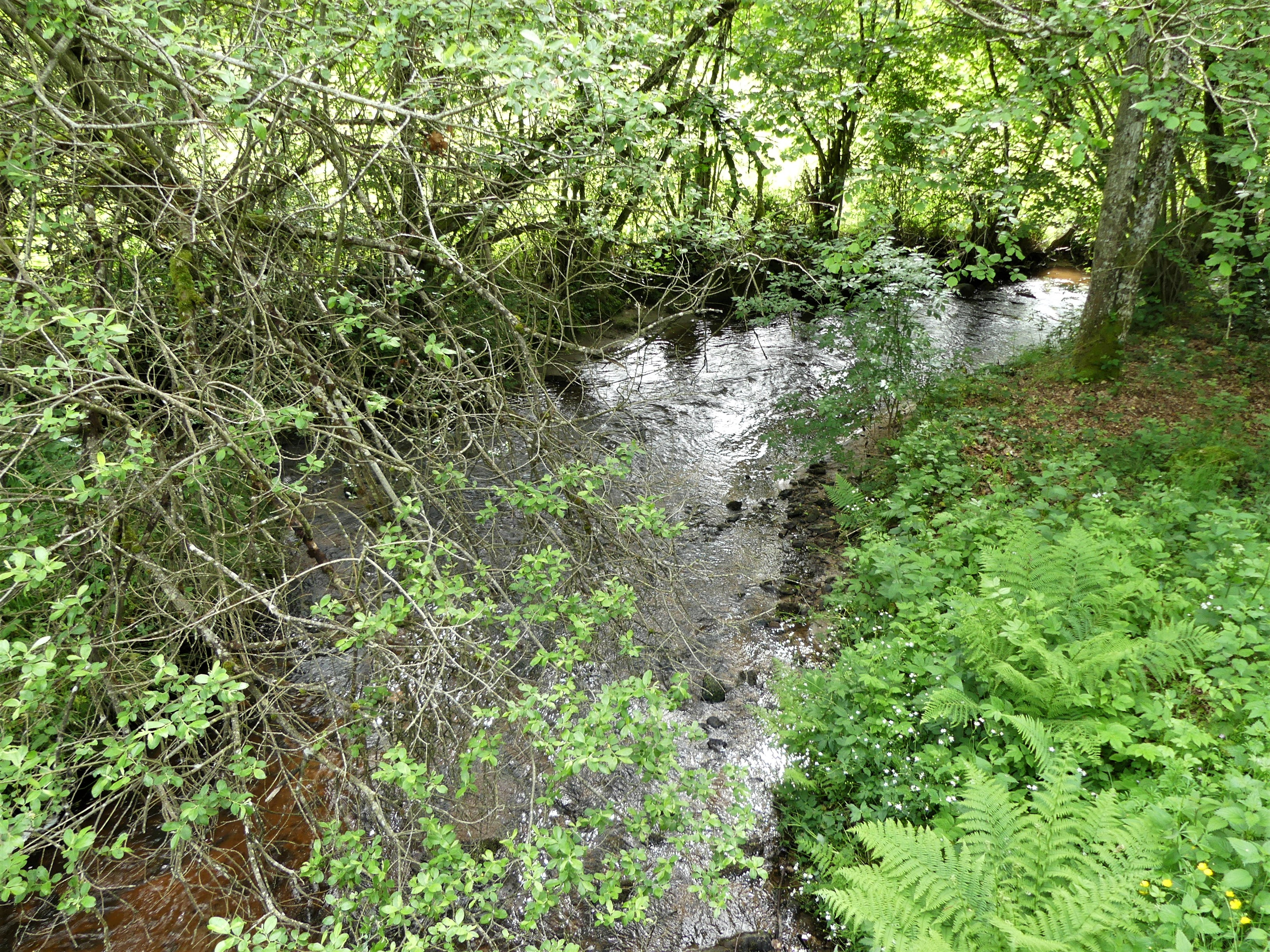
La Beauze au pont de la RD 32, à Saint-Marc-à-Frongier.
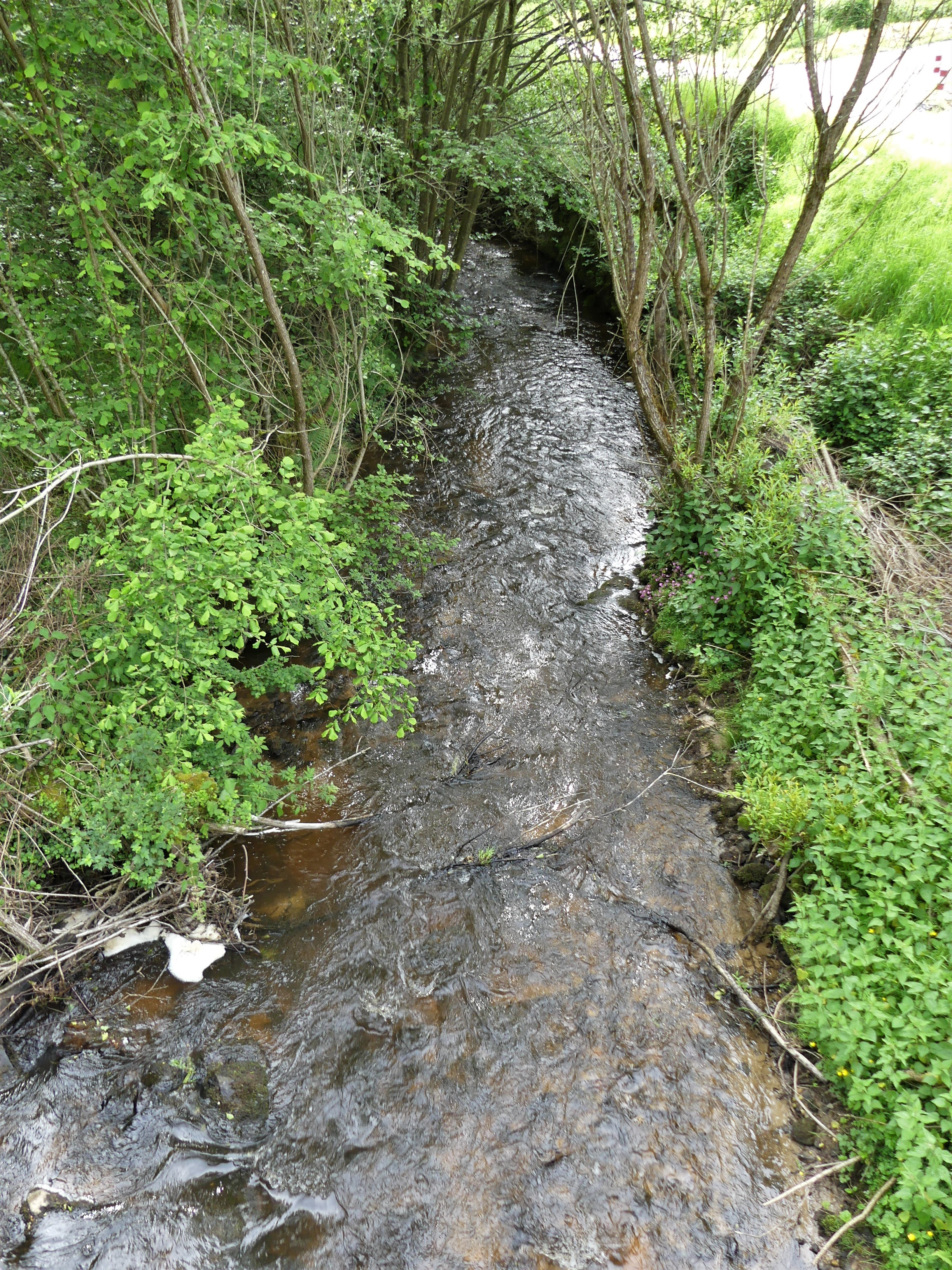
La Beauze au sud de Mergoux, à Saint-Marc-à-Frongier.